# Hiodontidae
Famille
Les Hiodontidae sont une famille de poissons d'eau douce, constituée d'un seul genre et trois espèces dont l'une est éteinte.

## Liste des espèces
Selon FishBase :
- genre Hiodon  Lesueur, 1818
  - Hiodon alosoides  (Rafinesque, 1819)
  - Hiodon tergisus  Lesueur, 1818

Auxquels Tolweb ajoute :
- † Hiodon consteniorum